# تشارلز براون فليت
تشارلز براون فليت (بالإنجليزية: Charles Browne Fleet)‏ هو صيدلي ومخترِع أمريكي، ولد في 18 سبتمبر 1843 في مقاطعة كينغ أند كوين في الولايات المتحدة، وتوفي في 12 مايو 1916 في لينشبرغ في الولايات المتحدة.